# Sylva Hnátková-Kysilková
Sylva Hnátková-Kysilková (ur. 14 października 1931 r. w Litomierzycach – zm. 21 lutego 2013 tamże) – czeska taterniczka i alpinistka.
Sylva Hnátková-Kysilková była najaktywniejsza jako taterniczka w latach 70. i 80. XX wieku, należała wówczas do czołówki taterniczek czechosłowackich. W Tatrach uczestniczyła w szeregu trudnych przejść, wspinała się także w Alpach (1965 i 1976) i była uczestnikiem polskiej, kobiecej wyprawy w Himalaje z 1975 roku. Z wyprawy tej musiała wycofać się z powodów zdrowotnych, zrezygnowała z niej jeszcze przed dotarciem do bazy. W Tatrach wspinała się w zespołach mieszanych, ale także w zespołach typowo kobiecych.

## Ważniejsze tatrzańskie osiągnięcia wspinaczkowe
- uczestniczka pierwszego przejścia środkową depresją północno-wschodniej ściany Pośredniej Grani,
- uczestniczka czwartego przejścia środkiem północnej ściany Złotego Kopiniaka i dalej północną ścianą Małego Kieżmarskiego Szczytu,
- uczestniczka zimowego przejścia grani na odcinku Krywań – Kieżmarski Szczyt,
- wejście na Galerię Gankową Kominem Łapińskiego i Paszuchy, w zespole kobiecym,
- wejście Kominem Stanisławskiego w północnej ścianie Małego Kieżmarskiego Szczytu, w zespole kobiecym.